# Opa Cor
Opa Cor is een Nederlandse komediefilm uit 2024 geregisseerd door Martin van Waardenberg en Peter Verhage. De film is een vervolg op de film Ome Cor uit 2022 en ging op 14 oktober 2024 in première.

## Verhaal
De film volgt ome Cor die inmiddels door het leven gaat als opa Cor, nadat zijn dochter is bevallen van een zoon. Ondanks dat Cor goede voornemens heeft gaat het toch al snel weer de verkeerde kant op. Als opa Cor op zijn kleinzoon Coen moet passen, laat hij zich verleiden om mee te doen aan een klaverjastoernooi met veel bier in het spel. Zijn dochter Carola is hierdoor zo boos op haar vader, dat ze hem het contact met zijn kleinzoon verbiedt. Opa Cor doet er vervolgens alles aan om zijn kleinzoon terug te zien, maar mede hierdoor werkt hij zichzelf in nog grotere problemen.

## Rolverdeling
| acteur                   | personage             |
| ------------------------ | --------------------- |
| Martin van Waardenberg   | Opa Cor               |
| Floortje van Waardenberg | Carola Kalkman        |
| Lenny van Waardenberg    | Coen                  |
| Brigitte Kaandorp        | Trees                 |
| Mike Boddé               | Jaap                  |
| Ferdi Stofmeel           | Hans                  |
| Roué Verveer             | Ronnie                |
| Freek de Jonge           | begrafenisondernemer  |
| Johan Derksen            | lijk                  |
| Quintis Ristie           | barman                |
| Elise Schaap             | barvrouw              |
| Philip Freriks           | heer in cafe          |
| Gerda Havertong          | dame aan de bar       |
| Björn Hazelhekke         | piloot                |
| Kenneth Herdigein        | hotelmanager          |
| Nienke Feenstra          | verpleegkundige       |
| Kees Hulst               | patholoog anatoom     |
| Mimoun Oaïssa            | rechercheur 1         |
| Katrien van Beurden      | rechercheur 2         |
| Matthijs van Nieuwkerk   | agent 1               |
| Rob Kemps                | agent 2               |
| Maurice Krul             | directeur duikbedrijf |
| Jochem Myjer             | arts                  |
| Carice van Houten        | psychiater            |
| Thekla Reuten            | therapeut             |
| Anniek Pheifer           | groepstherapeut       |
| Vincent Polak            | plantage opzichter    |
| Dave Simson              | zwerver               |
| Theo Maassen             | Theo                  |
| David Meijer             | David                 |
| Sander de Kramer         | Sander                |
| Gordon Heuckeroth        | Gordon                |
| Eric van 't Zelfde       | Eric                  |
| Robèrt van Beckhoven     | Robèrt                |
| Janny van der Heijden    | Janny                 |
| Eva van Welzenis         | Eva                   |
| Juul Vrijdag             | Juul                  |
| Wil van der Meer         | verzekeringsagent     |
| Esmée van Kampen         | moeder van Jim        |
| Peter Verhage            | telefonist            |
| Bert Visscher            | voorman               |

## Achtergrond
De film werd geregisseerd door Martin van Waardenberg en Peter Verhage. Van Waardenberg schreef tevens het scenario van de film en speelde daarnaast samen met zijn kinderen Floortje van Waardenberg en Lenny van Waardenberg de hoofdrollen in de film. Naast Van Waardenburg maken diverse bekende Nederlanders een cameo in de film, waaronder Matthijs van Nieuwkerk, Gordon, Carice van Houten en Johan Derksen. De opnames van de film gingen in september 2023 van start.
Opa Cor ging op 14 oktober 2024 in première bij Pathé Schouwburgplein voor pers en genodigden. Drie dagen later, op 17 oktober 2024, ging de film landelijk de bioscopen in voor het grote publiek. Een gedeelte van de opbrengst van de film wordt, net als bij de eerste film, geschonken aan het Sophia Kinderziekenhuis.